# La Romagne, Maine-et-Loire
La Romagne là một xã thuộc tỉnh Maine-et-Loire trong vùng Pays de la Loire phía tây nước Pháp. Xã này nằm ở khu vực có độ cao trung bình 110 mét trên mực nước biển.